# Stará Libavá
Stará Libavá (1880–1910 Stará Libava; německy Alt Liebe) je vesnice, část obce Norberčany v okrese Olomouc. Nachází se asi 1,5 km na sever od Norberčan. Prochází zde silnice II/440. V roce 2009 zde bylo evidováno 60 adres. Nezjištěn počet obyvatel.
Stará Libavá je také název katastrálního území o rozloze 7,44 km2.

## Název
Původní jméno vesnice bylo Lubova a bylo to přivlastňovací přídavné jméno k osobnímu jménu Lub, což byla domácká podoba některého jména začínajícího na Lub- (např. Luboměr, Lubhost). Význam místního jména tedy byl "Lubova ves". Všechny doklady už ukazují provedení hláskové změny u > i. Do němčiny bylo jméno převzato po provedení této hláskové změny jako Liebe. Už od nejstarších dokladů se připojoval přívlastek Stará (Alt) na odlišení od Města Libavé, podle něhož byl také v 19. století zaveden tvar Libavá (místo starého Libova).

## Galerie

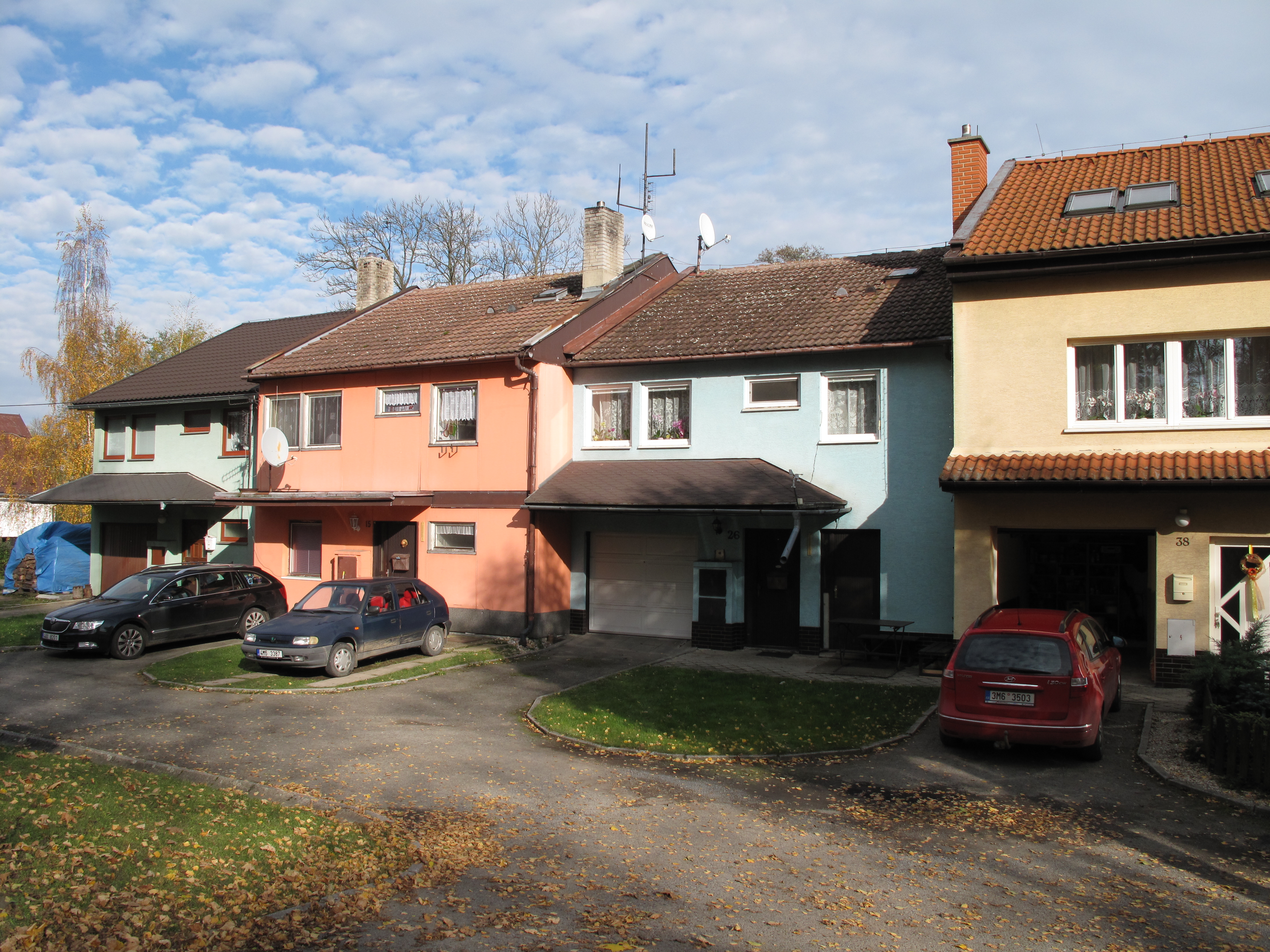
Okály
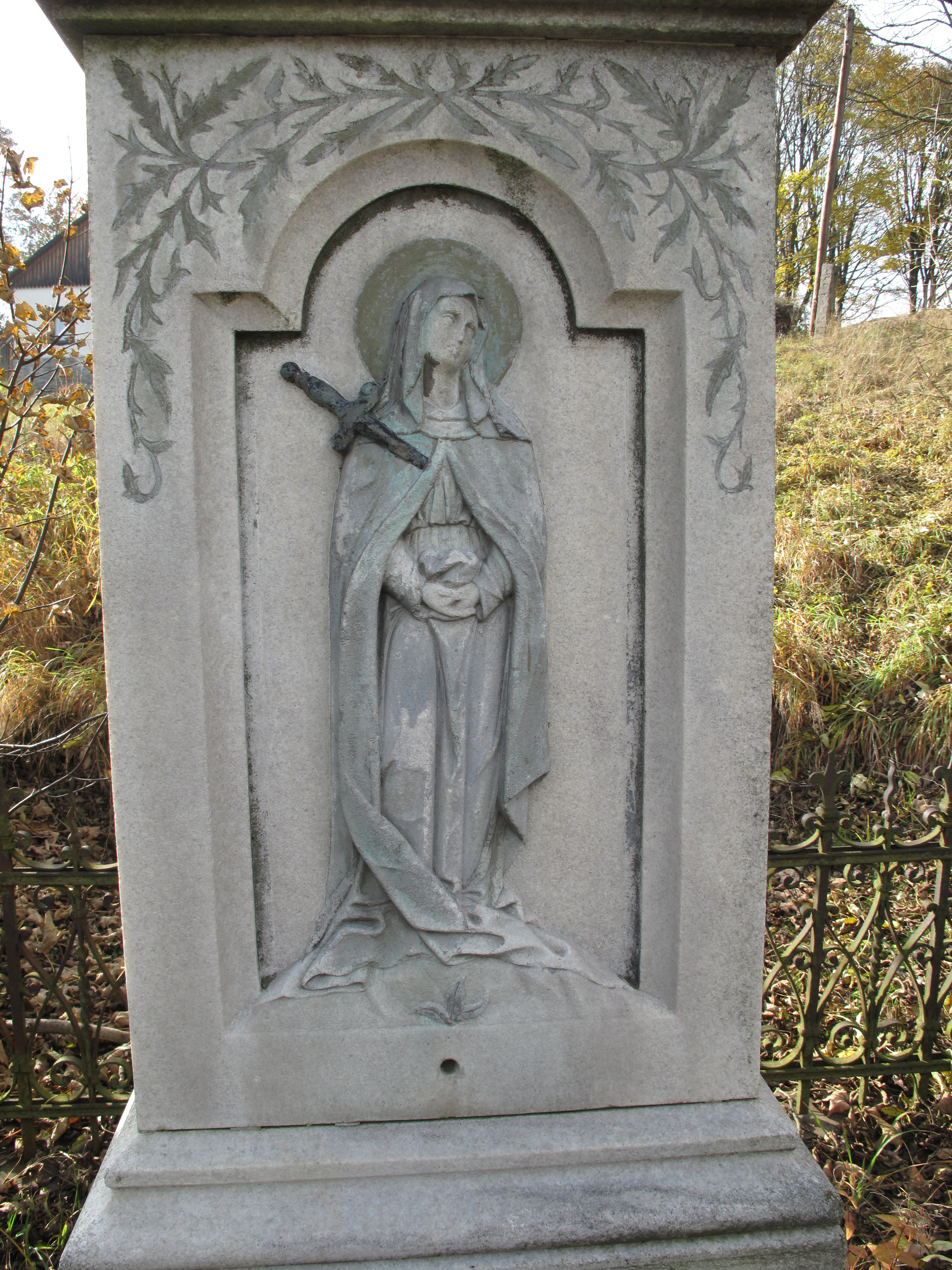
Reliéf bolestné Panny Marie na dříku
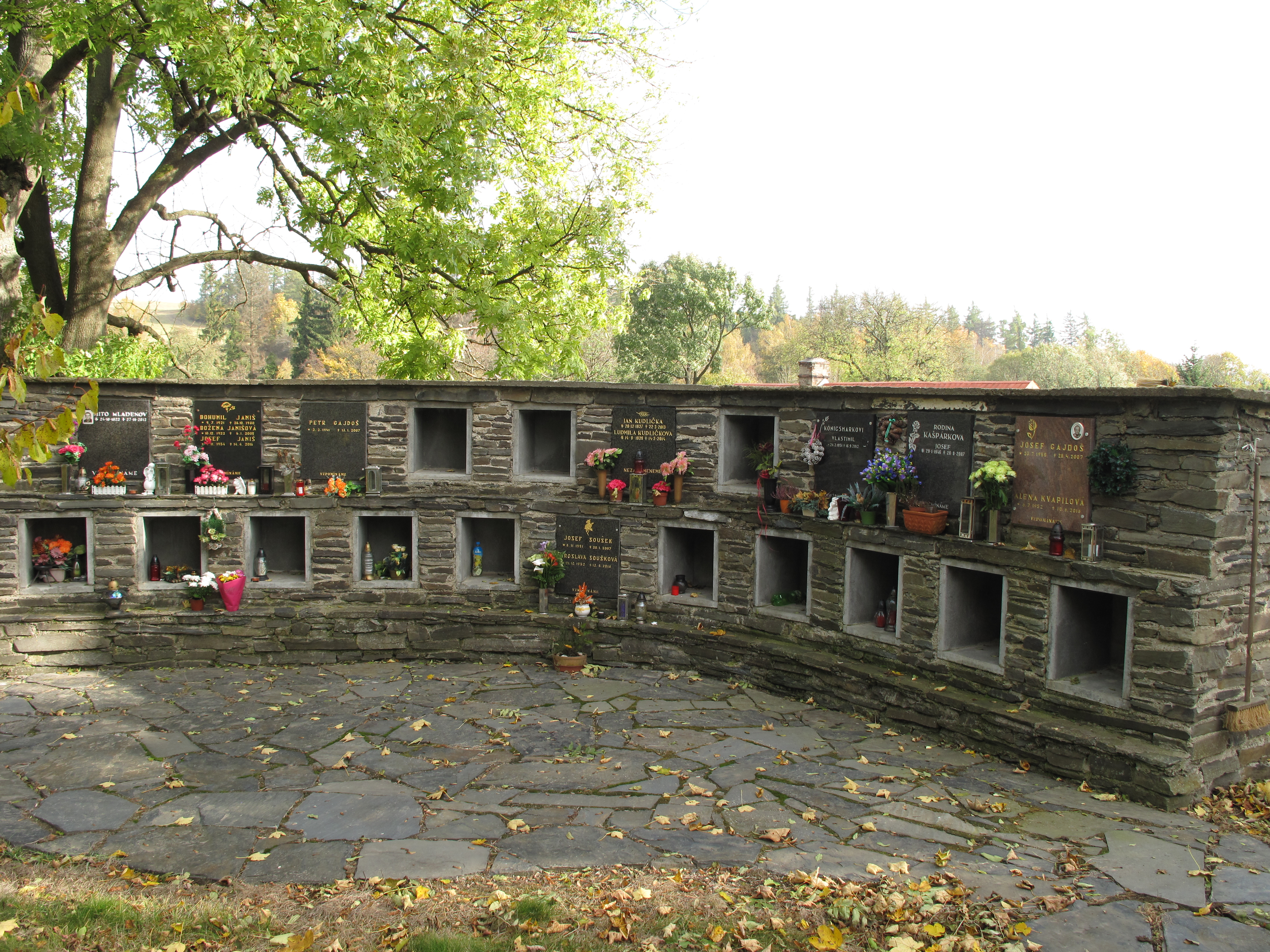
Kolumbárium